# Межица (Словения)
Межица (словен. Mežica, нем. Mießdorf) — поселение и община в северной части Словении, в исторической области Словенская Каринтия, а с 2005 года входит в состав статистического региона Корошка. По данным 2012 года население всей общины по данным переписи 2002 года — 3 966 человек.
Межица расположена у реки Драва вблизи границы с Австрией. Межица развивалась благодаря добыче свинца и цинка, обнаруженных у горы Пеца. Добыча началась в 1665 году и закончилась в 1994 году. Сейчас шахта открыта лишь для посещающих её туристов.
У Межицы был небольшой горнолыжный курорт на горе Пеца, закрытый после прекращения добычи здесь полезных ископаемых.
Приходская церковь Межицы посвящена святому Иакову. Она состоит из одного нефа, построенного в 1840 году на месте предыдущей более маленькой церкви.